# Apnée (film)
Pour les articles homonymes, voir Apnée (homonymie).
Pour plus de détails, voir Fiche technique et Distribution.
Apnée est un film français réalisé par Jean-Christophe Meurisse, sorti sur les écrans en France le 19 octobre 2016. Il a été révélé en séance spéciale, à la 55e Semaine de la critique durant le Festival de Cannes 2016.

## Synopsis
Céline, Thomas et Maxence ont décidé de tout faire toujours à trois, et même se marier. Mais ils rencontrent des difficultés à adapter leur choix de vie à la réalité administrative ou économique de tous les jours. Ces grands enfants décident alors de s'inventer un monde imaginaire loin de tout où personne ne pourra venir les déranger.

## Fiche technique
- Titre original : Apnée
- Réalisation : Jean-Christophe Meurisse, assisté d'Émilie Orsatelli Tesi
- Scénario : Jean-Christophe Meurisse
- Photographie : Javier-Ruiz Gomez
- Décors : Hervé Redoules et Sven Kuffer
- Supervision musicale : Thibault Deboaisne
- Production : Emmanuel Chaumet
- Société de production : Ecce Films
- SOFICA : Cinémage 10
- Société de distribution : Shellac
- Pays d'origine :  France
- Langue originale : français
- Genre : comédie
- Durée : 89 minutes
- Date de sortie : 
  - France - 19 octobre 2016

## Distribution
- Céline Fuhrer : Céline
- Thomas Scimeca : Thomas
- Maxence Tual : Maxence
- Olivier Saladin : le père
- Claire Nadeau : la mère
- Thomas de Pourquery : le facteur
- Nicolas Bouchaud : le prêtre
- Jean-Luc Vincent : le maire
- Christophe Fluder : invité de la noce
- Stéphane Soo Mongo : invité de la noce

## Distinction
Le film a remporté le prix du Jury (meilleure réalisation) au Festival international du film culte de Trouville-sur-Mer en 2016.

## Bande originale
Sauf indication contraire, les informations mentionnées dans cette section peuvent être confirmées par le générique de fin de l'œuvre audiovisuelle présentée ici, ainsi que par la base de données cinématographiques IMDb,  présente dans la section « Liens externes ».
- Les Quatre Saisons - L'Eté - Vivaldi
- Extrême - Les Tambours du Bronx
- A war is coming - Jeanne Added
- First Pop - Vkng
- Silly Toccata - Christophe Rodomisto
- Iko Iko - The Dixie Cups
- Un homme heureux - William Sheller
- Radetzky March - Johann Strauss
- Vive le douanier Rousseau - La Compagnie Créole
- Passion selon saint Matthieu BWV 244, Aria (Erbarme Dich, Mein Gott) - Bach
- The Holy Family - Last Train

### Revue de presse
- Olivier Pélisson, " A trois on y va " et " Apnée, la preuve par cinq ", Bande à Part, 14 octobre 2016